# تاريخ البحرية الملكية الأسترالية

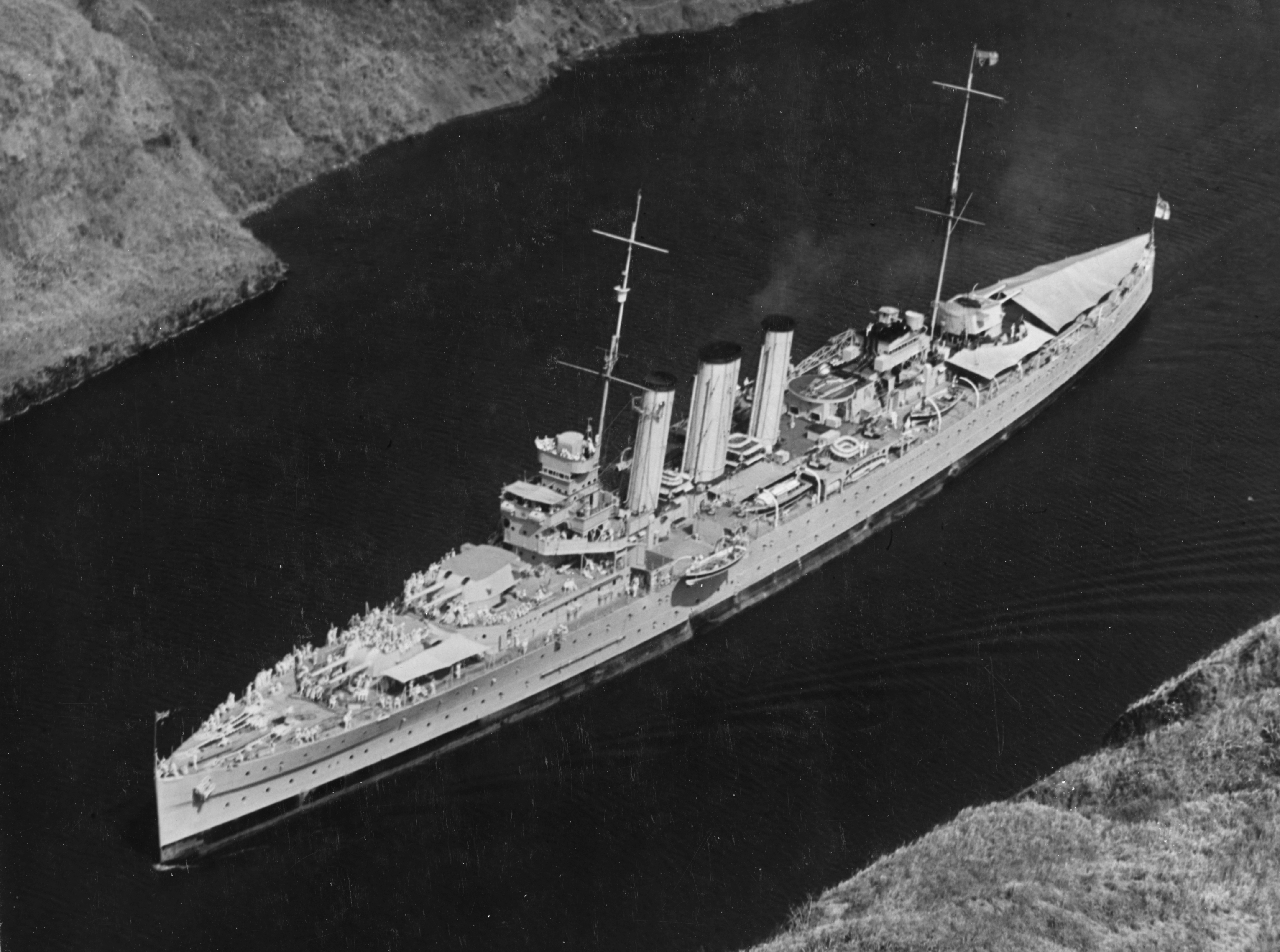
صورة جوية للبارجة الأسترالية HMAS Australia أثناء عبورها لقناة بنما في مارس 1935.

يرصد تاريخ البحرية الملكية الأسترالية رحلة استحداثها منذ استعمار البريطانيين لأستراليا عام 1788. كانت سفن البحرية الملكية تُبحر باستمرار إلى المستعمرات الجديدة قبل عام 1859. وتأسس في العام ذاته سرب أستراليا المستقل وظل قائمًا فيها حتى عام 1913. أدارت خمس من المستعمرات الأسترالية الست قوتها البحرية الاستعمارية الخاصة لغاية تشكيل الاتحاد، إذ دُمجت في 1 مارس 1901 لتشكيل قوات الكومنولث البحرية التابعة للبحرية الأسترالية والتي حصلت على الرعاية الملكية في يوليو 1911 وكان يُشار إليها منذ ذلك الوقت باسم البحرية الملكية الأسترالية. في 4 أكتوبر 1913، أبحر الأسطول الجديد البديل عن أسطول التأسيس عام 1901، عبر رؤوس سيدني لأول مرة.
شهدت البحرية الملكية الأسترالية نشاطًا في كل محيط من محيطات العالم. ونفذت عملياتها لأول مرة في الحرب العالمية الأولى، في المحيط الهادئ والهندي والأطلسي. تغيرت أوضاع البحرية الملكية الأسترالية بين الحربين حسب الوضع المالي لأستراليا: شهدت نموًا كبيرًا خلال عشرينيات القرن العشرين، لكنها اضطرت إلى تقليص أسطولها وعملياتها خلال ثلاثينيات القرن ذاته. وبالتالي، عندما شاركت في الحرب العالمية الثانية، كانت أصغر مما كانت عليه في بداية الحرب العالمية الأولى. شغّلت أكثر من 350 سفينة قتالية وسفينة دعم خلال الحرب العالمية الثانية؛ ووُضعت 600 سفينة مدنية صغيرة أخرى في الخدمة كزوارق مساعدة مخصصة للدوريات. (لم تكن البحرية الملكية الأسترالية خامس أكبر بحرية في العالم في أي وقت خلال الحرب العالمية الثانية، خلافًا لما ادعاه البعض).
نفّذت قوات البحرية بعد الحرب العالمية الثانية، عملياتٍ في كوريا وفيتنام ونزاعات أخرى ضيقة النطاق. تتكون اليوم من قوة صغيرة ولكن حديثة، وتُعتبر عمومًا واحدة من أكثر القوى فعالية في منطقة آسيا والمحيط الهادئ.

## القوى البحرية والاتحاد
قبل اتحاد أستراليا في عام 1901، امتلكت خمس من المستعمرات الست المتمتعة بالحكم الذاتي في أستراليا أسطولها البحري الخاص، وكانت أستراليا الغربية الاستثناء. دُعم الأسطول الاستعماري بواسطة سفن المحطة الأسترالية التابعة للبحرية الملكية والتي تأسست عام 1859. تسلّمت ولاية فيكتوريا في عام 1856، سفينتها البحرية الخاصة، إتش إم في إس فيكتوريا، والتي وُضعت في الخدمة عام 1860 بهدف مساعدة الحكومة الاستعمارية النيوزيلندية خلال حرب التاراناكى الأولى. شاركت سفينة فيكتوريا عند عودتها إلى أستراليا في العديد من العمليات البسيطة، وخسرت واحدًا من أفراد طاقمها. كان إرسال فيكتوريا إلى نيوزيلندا الحدث الأول الذي استُخدمت فيه سفينة حربية أسترالية في الخارج. تفوقت ولاية فيكتوريا في السنوات التي سبقت الاتحاد بقواتها البحرية الاستعمارية. امتلكت الولاية سفينة إتش إم في إس سيربروس منذ عام 1870، بالإضافة إلى إتش إم في إس نيلسون، وثلاثة زوارق حربية صغيرة وخمسة طوربيدات. كان لدى نيو ساوث ويلز طوربيدين صغيرين للغاية، وطراد ولفيرين. وُسع الأسطول الاستعماري بشكل كبير في منتصف ثمانينيات القرن التاسع عشر، وضم عمومًا زوارق حربية وطوربيدات للدفاع الساحلي عن الموانئ والأنهار، وألوية بحرية وسفن حربية وحصون.
أصبحت أستراليا في 1 يناير 1901 اتحادًا فيدراليًا يضم ست ولايات، باسم كومنولث أستراليا، الذي استولى في 1 مارس 1901 على قوات الدفاع من الولايات، لتشكيل قوات الكومنولث البحرية. اتفقت الحكومتان الأسترالية والنيوزيلندية مع الحكومة الإمبراطورية على المساعدة على تمويل السرب الأسترالي التابع للبحرية الملكية، في حين تلتزم الأميرالية بالحفاظ على السرب بقوام ثابتة. رُفّع قائد المحطة الأسترالية في عام 1902 إلى رتبة نائب أدميرال (فريق). عُدلت الحدود مرة أخرى في عام 1908.

## التشكيل

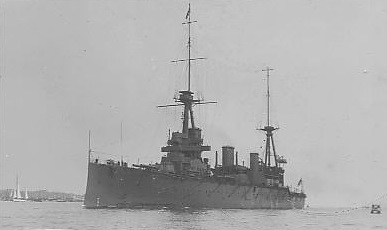
إتش إم إيه إس أستراليا، عند التسليم في المملكة المتحدة في عام 1913

تمولها أستراليا وتخضع لسلطتها، وكان من بينهم الكابتن وليام روك كريسويل، قائد قوات الكومنولث البحرية. سعى رئيس الوزراء ألفريد ديكين وكريسويل في عام 1907، أثناء حضورهما المؤتمر الإمبراطوري في لندن، إلى الحصول على موافقة الحكومة البريطانية على إنهاء نظام الإعانة واستحداث بحرية أسترالية. رفضت الأميرالية هذا المطلب واستاءت منه، لكنها اقترحت بطريقة دبلوماسية كفاية وجود أسطول صغير من المدمرات والغواصات. لم يكن ديكين معجبًا بالأميرالية، وفي عام 1908 دعا الأسطول الأبيض العظيم التابع للولايات المتحدة لزيارة أستراليا. أثارت الزيارة حماسةً عامة إزاء تشكيل قوات بحرية حديثة فطُلبت مدمرتان من فئة ريفر بمقدار إزاحة 700 طن، وهي عملية شراء أغضبت البريطانيين. أدت موجة بناء البحرية الألمانية في عام 1909 إلى تغيير الأميرالية الأسترالية لموقفها إزاء البحرية الأسترالية، مما أدى إلى تمرير قانون الدفاع البحري لعام 1910 الذي أسس البحرية الأسترالية.
أُطلقت أول سفينة حربية أسترالية، المدمرة إتش إم إيه إس باراماتا، في غوفان باسكتلندا يوم الأربعاء 9 فبراير 1910. وأُطلقت السفينة الشقيقة إتش إم إيه إس يارّا في دمبارتون باسكتلندا يوم السبت 9 أبريل 1910. دخلت كلتا السفينتين في خدمة البحرية الملكية في 19 سبتمبر 1910 وأبحرتا إلى أستراليا، ووصلتا إلى بورت فيليب في 10 ديسمبر 1910. يُذكر هذا الحدث بوفاة الملازم المهندس دبليو. روبرتسون، من البحرية الملكية، الذي غرق على بعد 8 أميال (13 كم) عن رؤوس بورت فيليب وهو على متن إتش إم إيه إس يارّا وأُصيب بعد إنقاذه بنوبة قلبية.
انتقلت قيادة محطة أستراليا البريطانية إلى قوات الكومنولث البحرية في عام 1911 وحُلّ السرب الأسترالي. منح الملك جورج الخامس في 10 يوليو 1911 قوات الكومنولث البحرية اسم «البحرية الملكية الأسترالية»، وأمكن لسفن البحرية الملكية الأسترالية حمل البادئة «السفينة الأسترالية التابعة لصاحب الجلالة». تقلصت سلطة المحطة لتغطي أستراليا وجزرها التابعة في الشمال والشرق، باستثناء نيوزيلندا والمناطق المحيطة بها، والتي أصبحت جزءًا من محطة الصين وأُطلق عليها اسم القوات البحرية النيوزيلندية. كان من المقرر أن تعمل البحرية تحت سلطة مجلس الكومنولث البحري الأسترالي، الذي تأسس في 1 مارس 1911.
أعربت أستراليا في المؤتمر الإمبراطوري عام 1911 عن قلقها إزاء القوة البحرية اليابانية المتنامية وجرى الاتفاق على أن تستشير الحكومة البريطانية أستراليا عند التفاوض على تجديد التحالف الإنجليزي الياباني. تقرر أيضًا استمرار البحرية الملكية في دعم وتوفير القدرة الدفاعية لبحرية المياه الزرقاء في المحيط الهادئ وأنه في حال اندلاع حرب، ستُنقل سفن البحرية الملكية الأسترالية إلى سيطرة الأميرالية البريطانية. مُنحت سلطة إجراء النقل إلى الحاكم العام، بموجب قانون الدفاع البحري (1912). أصبح سرب أستراليا بعد ذلك تابعًا للبحرية الملكية وخضعت جميع السفن وطواقمها لسيطرة الأميرالية البريطانية المباشرة، في حين ظلت البحرية الملكية الأسترالية مسؤولة عن صيانة السفن والتدريب.
في عام 1913، انتقلت مسؤولية محطة أستراليا بعد تقليص مجال سلطتها إلى البحرية الملكية الأسترالية الجديدة تحت قيادةٍ أسترالية اسمية بعد حلّ سرب أستراليا التابع لمحطة أستراليا البحرية الملكية، ومُنحت مستودعاته وأحواض بناء السفن والهياكل الموجودة في سيدني لكومنولث أستراليا. كان الأدميرال جورج إدوين باتي أول ضابط مسؤول برتبة لواء بحري في قيادة الأسطول الأسترالي لصاحب الجلالة، على سبيل الإعارة من البحرية الملكية. في يوم السبت 4 أكتوبر 1913، دخل الأسطول الأسترالي، المكون من الطراد الحربي أستراليا، والطرادين ملبورن وسيدني، والطراد المحصن إنكاونتر، ومدمرات باراماتا ويارّا ووارغوما، ميناء سيدني للمرة الأولى. بلغ عدد أفراد الأسطول 400 ضابط وعنصر، وخلال العامين التاليين، شُيدت السفن للبحرية الجديدة الناشئة.
واصلت البحرية الملكية دعم البحرية الملكية الأسترالية وتوفير القدرة الدفاعية لقوات المياه الزرقاء في المحيط الهادئ حتى السنوات الأولى من الحرب العالمية الثانية. في عام 1958، أُعيد رسم حدود محطة أستراليا مرة أخرى لتشمل بابوا غينيا الجديدة.